# Pacharapun Chochuwong
Pacharapun Chochuwong (Thai: พชรพรรณ ช่อชูวงศ์; * 29. Januar 1996) ist eine thailändische Badmintonspielerin. 

## Karriere
Pacharapun Chochuwong nahm 2012 und 2013 an den Badminton-Juniorenweltmeisterschaften teil. Bei den New Zealand Open 2013 stand sie im Achtelfinale ebenso wie bei den Thailand Open 2013 und den Vietnam Open 2013.